# 髮際
《髮際》（日语：えりあし），日本女性創作歌手aiko的第14張單曲。2003年11月6日發行。

## 收錄曲目
前作《仙女座》剛好3個月之後發行。是aiko第5張錄音室專輯《破曉的情書》的先行單曲。
2003年年底，aiko第二次被邀請上NHK紅白歌合戰（第54回）演唱這首歌。
1. 髮際
2. 浴室
3. 兩朵臉蛋花（ふたつの頬花）
4. 髮際（insturumental）

全 作詞、作曲：AIKO；編曲：島田昌典　

## 外部連結
- 唱片介紹